# Híbrido (mitologia)

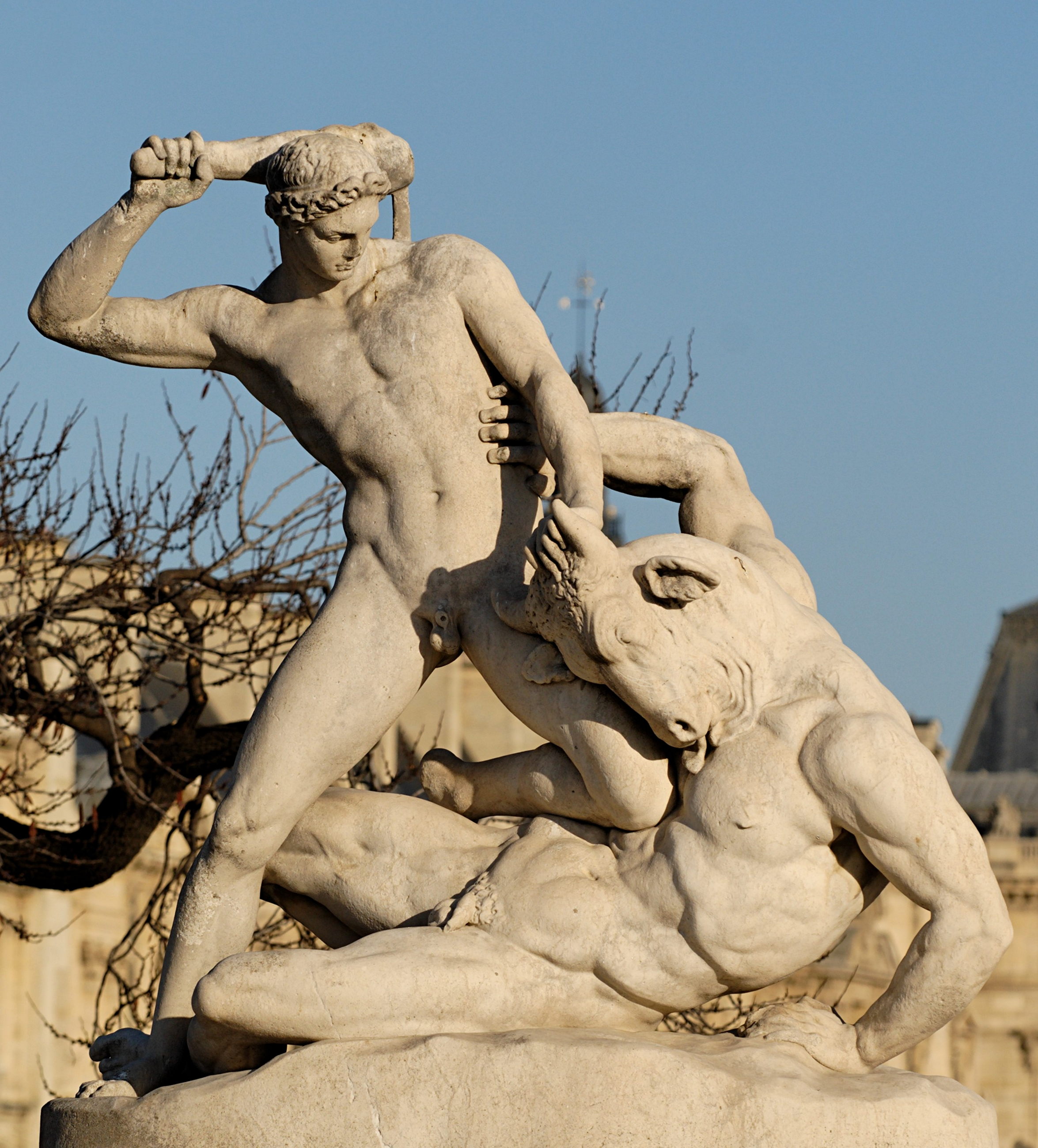
Teseu combatendo o Minotauro, mármore, 1826, Jardins das Tulherias, Paris.

Híbridos são criaturas mitológicas fruto da combinação de partes do corpo de mais de uma espécie real que aparecem nas religiões e no folclore de várias culturas como criaturas lendárias.

## Descrição
Os motivos dessas formas aparecem em várias culturas em muitas mitologias ao redor do mundo.  Esses híbridos podem ser classificados como híbridos parcialmente humanos (como sereias ou centauros) ou híbridos não humanos combinando duas ou mais espécies animais não humanas (como o grifo ou a quimera). Os híbridos freqüentemente se originam como divindades zoomórficas que, com o tempo, ganham um aspecto antropomórfico.